# Roger Vailland ou Un libertin au regard froid
Roger Vailland ou Un libertin au regard froid est une biographie consacrée à l'écrivain Roger Vailland, écrite par le journaliste et écrivain Yves Courrière en 1991,,.

## Présentation
Roger Vailland : homme complexe et plein de contradictions, difficile à définir, à circonscrire donc. Yves Courrière ne ménage pas sa peine, reprenant pas à pas le parcours tortueux de l'écrivain, son adolescence à Reims où son père géomètre s'installe après la Première Guerre mondiale pour participer à la reconstruction de la ville en grande partie détruite  et les premiers essais d'écriture dans le mouvement surréaliste « Le Grand jeu » dont il est l'un des animateurs.
L'entre-deux-guerres est pour lui une période difficile, il se cherche,  essayant en vain d'écrire le grand roman qui le fera sortir de l'anonymat. Comme journaliste, il écrit beaucoup d'articles et aussi quelques romans-feuilletons, deux en particulier, La Visirova et Cortès qui seront publiés sous forme de romans à titre posthume.
Pendant la guerre, il entre dans la résistance et participe activement à un réseau de renseignements dont il reprendra des éléments pour écrire le roman qui va enfin le révéler : Drôle de jeu, publié en 1945 et qui obtiendra le Prix Interallié.
Il devient 'écrivain à temps plein' sans abandonner pour autant ses activités de journaliste. Ces dernières ont une grande importance puisque c'est à elles et à ses reportages qu'il devra d'écrire ses deux plus importants romans de sa 'période communiste' : Beau masque, un combat ouvrier dans une région qu'il connaît bien, où il s'est installé, la vallée de l'Albarine dans le département de l'Ain puis l'année suivante 325 000 francs, l'histoire de la condition ouvrière dans la région d'Oyonnax, toujours dans l'Ain, la capitale de la matière plastique.
Ses relations avec le cinéma ont été constantes et conflictuelles. Tout jeune journaliste à la fin des années 1920, il est un moment critique de cinéma dans son journal Paris-Midi et écrit aussi pour d'autres publications comme Cinémonde. Ensuite, deux grandes périodes vont se succéder. D'abord sa collaboration avec Louis Daquin avec les scénarios des œuvres suivantes : Les Frères Bouquinquant d'après Jean Prévost en 1947, Le Point du jour et La Grève des mineurs l'année suivante, Bel-Ami, d'après Maupassant en 1952, censurée dans un premier temps et Quatrevingt treize d'après Victor Hugo, qui ne sera jamais réalisée.
Ensuite, celle avec Roger Vadim entre 1960 et 1963 : Les liaisons dangereuses d'après Laclos, Et mourir de plaisir d'après Sheridan Le Fanu et Le vice et la vertu d'après Sade.
Pendant sa 'saison communiste', Roger Vailland écrit quatre romans, une pièce de théâtre, deux essais et voyage beaucoup, en particulier en Égypte et en Indonésie d'où il tirera des récits.
Les années 1960 seront marquées par une profonde réflexion, une remise en cause après sa rupture d'avec le Parti communiste, même si elle s'est faite progressivement. Il met de l'ordre dans ses pensées et dans ses essais en les reprenant pour en réaliser un recueil qui paraîtra en 1963 sous le titre Le Regard froid. Mais le fond de sa pensée ne change pas. On le voit en particulier avec l'ouvrage qu'il consacre à Suétone et à son livre sur Les douze césars en 1962, où il dénonce les dérives des dictatures et donc de la dictature stalinienne, ainsi que dans son dernier roman, La Truite, où il dénonce la société capitaliste et ses dérives financières.